# Elaphoglossum ortegae
Elaphoglossum ortegae är en träjonväxtart som beskrevs av John T. Mickel. Elaphoglossum ortegae ingår i släktet Elaphoglossum och familjen Dryopteridaceae. Inga underarter finns listade.